# Sergej Smagin
Sergej Borisovič Smagin (in russo Сергей Борисович Смагин?; Noril'sk, 8 settembre 1958) è uno scacchista russo, fino al 1991 sovietico, Grande maestro.
Partecipò ai Campionati sovietici del 1985 e 1986; ottenne il miglior risultato a Riga nel 1985, col 3º-6º posto su 20 partecipanti.
Altri risultati:
- 1984 : pari primo a Tashkent
- 1985 : pari primo a Dresda
- 1986 : primo all'open di Cappelle la Grande
- 1987 : primo a Trnava; =1º a Zenica; =1º a Soči
- 1988 : primo a Berlino
- 1993 : primo al festival di Amantea (ripetuto nel 1994)
- 2000 : pari primo a Montréal con Eduardas Rozentalis

Raggiunse il massimo Elo in aprile 2001, con 2613 punti.
Attualmente gioca nel campionato russo a squadre col Club "MCF Moskva".